# تاريخ اليابان الاقتصادي
التاريخ الاقتصادي لليابان والأكثر تفضيلا في دراسة للنمو الاجتماعي والاقتصادي المذهل في 1800s بعد إصلاح ميجي، عندما أصبح أول قوة غير الأوروبية، وتوسعها بعد الحرب العالمية الثانية، وعندما استعادت اليابان من الدمار لتصبح ثاني أكبر اقتصاد في العالم بعد الولايات المتحدة، واعتبارا من عام 2013 أصبحت الثالث بعد الصين. وقد قيم العلماء الوضع الاقتصادي في اليابان فريدا من نوعه فالبلاد خلال فترة الحرب الباردة، حيث بلغت اقتربت قيمة الصادرات لصادرات القوى كالولايات المتحدة والاتحاد السوفيتي، وأبدواهتماما كبيرا في الوضع الحالي لليابان في فترة ما بعد الحرب الباردة أو ما يسمى في اليابان بالعقود الضائع ".

## الخط الزمني لاقتصاد اليابان
- إصلاح ميجي، بداية العصر الصناعي.
- الحرب العالمية الثانية ونتيجتها في احتلال اليابان.
- 25 أبريل، 1971 : نهاية غطاء الذهب.
- 22 سبتمبر، 1985: اتفاق بلازا.
- 26 ديسمبر، 1989 : نيكاي 225 يصل ذروته عند 37.189.
- تسعينات القرن العشرين: أو كما يعرف باليابان باسم «العقد الضائع» وهو العقد الذي جاء بعد انتهاء فترة اقتصاد الفقاعة.
- 25 أبريل، 1997 : إفلاس شركة تأمين نيسان الحياة المشتركة.
- يوليو 1997 : بداية أزمة تمويل آسيان.
- 18 سبتمبر 1997 : إفلاس مجموعة ياوهان.

## الاتصالات الأولى مع أوروبا (القرن ال16)
الأوروبيين قد الإعجاب تماما باليابان عندما وصلوا إلى البلاد في القرن ال16. واعتبروا اليابان بلد غني جدا بالمعادن الثمينة، ويرجع ذلك أساسا إلى حسابات ماركو بولو عن الذهب الموجود في المعابد المذهبة والقصور، ولكن أيضا بسبب وفرة نسبية من خامات مميزة في ذلك البلد البركاني، قبل أن يصبح موجود في أعماق المناجم وكانت اليابان لتصبح مصدرا رئيسيا من النحاس والفضة خلال هذه الفترة.

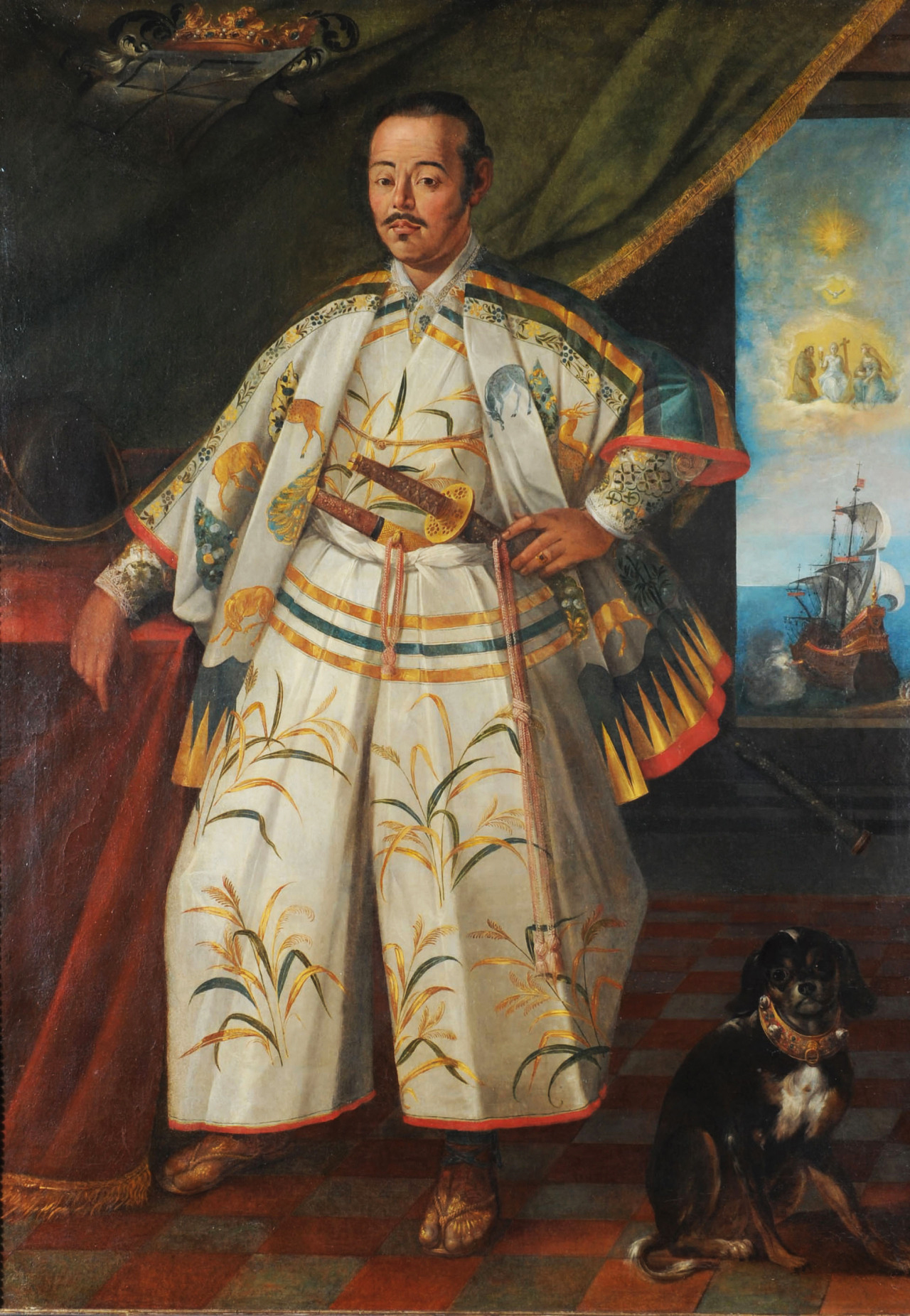
الساموراي هاسيكورا تسونيناغا في روما عام 1615، كول. بورغس، روما

كان ينظر اليابان أيضاعلى أنها مجتمع الإقطاعي متطور مع ثقافة عالية. وكان مجتمع مكتظ بالسكان وتحضرا. وقال بعض المراقبين الأوروبيين البارزين من ذلك الوقت لنتفق على أن اليابانية " لم تتفوق على الشعوب الشرقية، فهي تفوقت على الأوروبيين أيضا" (اليساندرو Valignano، 1584، "التاريخ ديل Principio ذ بروغريسو دي لا Compania اتصالات دي خيسوس أون لاس الهند أورينتاليس).

### التجارة مع أوروبا
حمولة أول السفن البرتغالية (عادة حوالي أربع سفن صغيرة كل سنة) التي وصلت في اليابان تتألف كلها تقريبا من السلع الصينية (الحرير والخزف). اليابانيون كانوا يبحثون بشغف إلى الحصول على هذه السلع، بسب يحظر على أي اتصالات مع إمبراطورية الصين، عقابا له لالغارات التي شنها القراصنة واكو.

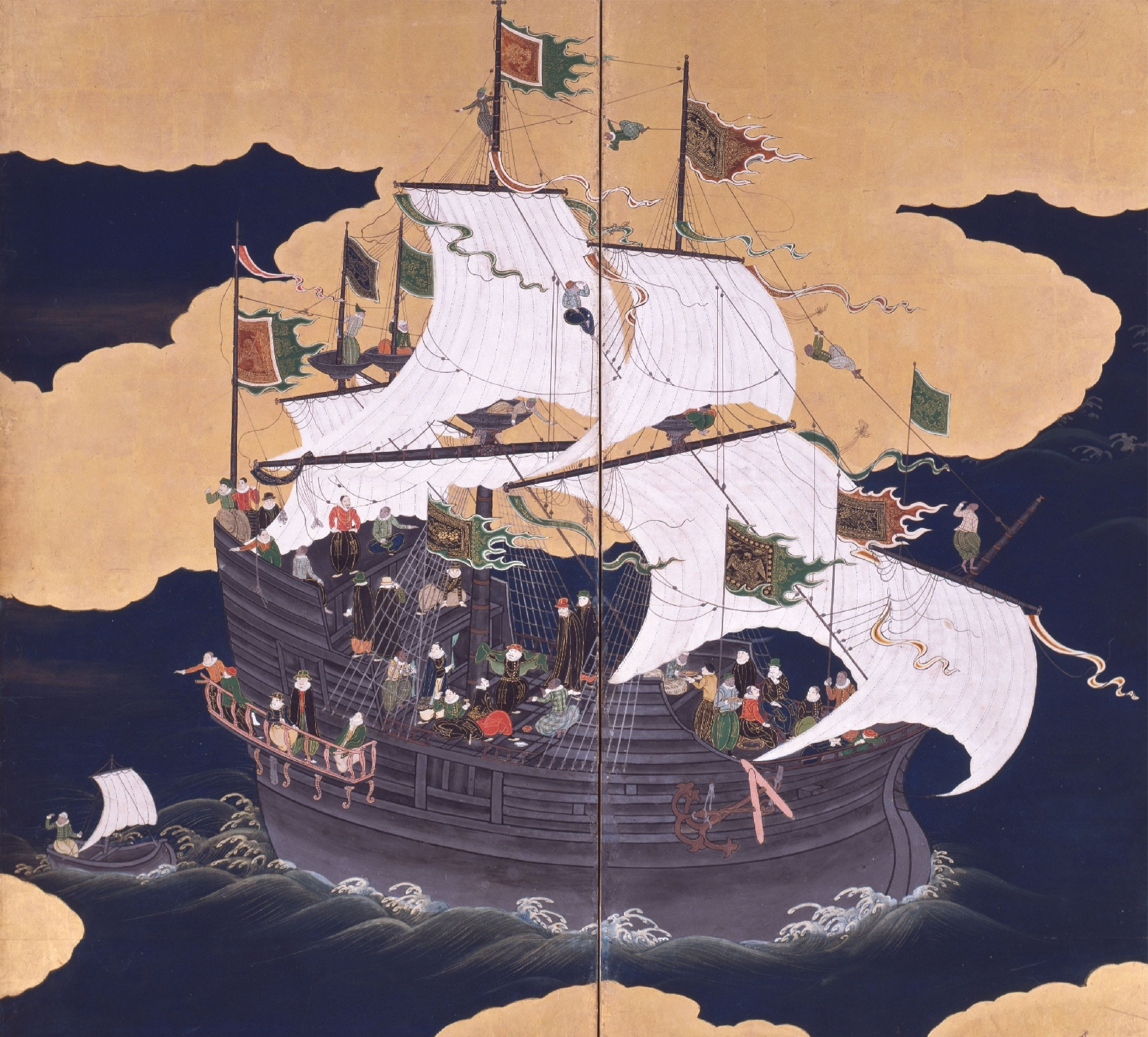
سفينة كارك برتغالية تلقي بحمولتها في ناغازاكي في القرن 17

من وقت الإستيلاء على ماكاو في 1557، واعترافا رسميا بهم كشركاء التجارة من قبل الصينيين،
واصلت أن التجارة مع انقطاعات قليلة حتى 1638، عندما كان محظورا على أساس أن السفن كانوا يهربون الكهنة إلى اليابان.وبلغ حجم التجارة البرتغالية تدريجيا أكبر وكبر التحدي تتعرض له بسبب المهربين الصيني على السفن الشراعية، السفن الخاتم الاحمر اليابانية في عام أصبحت في التجارة 1592 (حوالي عشرة سفينة سنويا)، والسفن الأسبانية من مانيلا حوالي عام 1600 (حوالي سفينة سنويا)، والهولندية من 1609، والإنجليزية من 1613 (حوالي سفينة سنويا).تشارك الهولنديين أيضا في القرصنة والبحرية القتالية لإضعاف الشحن البرتغاليين والإسبان في المحيط الهادئ، وأصبح في نهاية المطاف هم الغربيين الوحيد الذي يسمح بالوصول إلى اليابان من جيب صغير من ميناء ديجيما بعد 1638 وللقرنين التاليين بسبب خوف اليابان من الاحتلال.

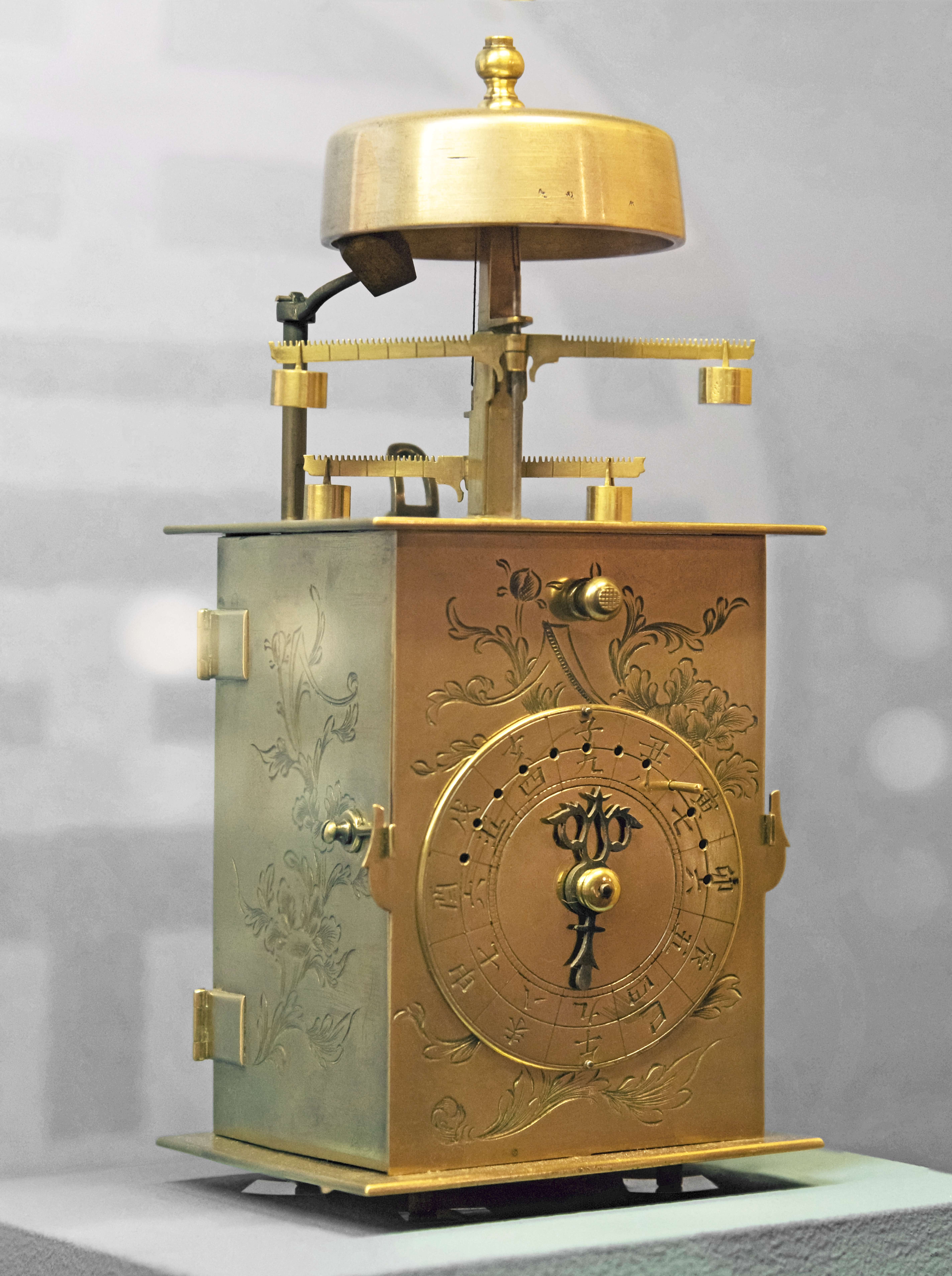
ساعة يابانية الصنع في القرن 18 وتسمى وادوكي (和時計) وقتها يتغير في المواسم لأنها وضعت على أن الوقت من الصباح إلى الغروب 12 ساعة ومن الغروب إلى الشروق 12 ساعة.

بداية فترة إيدو تتزامن مع العقود الأخيرة من الفترة تجارة نانبان حدث خلالها تفاعل مكثف مع القوى الأوروبية، في الشؤون الاقتصادية والدينية، في بداية فترة إيدو، بنت اليابان أول سفينة حربية على النمط الغربي، مثل سفينة سان خوان باوتيستا، التي تتحمل 500 طن جاليون وهي التي تنقل السفارة اليابانية برئاسة هاسيكورا تسونيناغا إلى الأمريكتين، ومن ثم واصلت إلى أوروبا.
من أجل القضاء على الحركات التنصيرية دخلت اليابان في عزلة عن العالم وسميت ساكوكو وتمتعت اليابان خلالها بتقدم اقتصادي معتدل.
التطور الاقتصادي في فترة الإيدو شمل التحضر وزيادة شراء السلع الأساسية وتوسع ملحوظ في الديموقراطية والتجارة الخارجية والصناعات اليدوية وازدهرت أعمال البناء مع تسهيلات مصرفية وتجمعات تجارية وقام نظام هان بالإشراف على زيادة الإنتاج الزراعي والحرف اليدوية في الريف.
بحلول منتصف القرن ال18 كان عدد سكان إيدو مليون وفي كل من أوساكا وكيوتو أكثر من 400 ألف نسمة.نمت العديد من المدن. وأصبحت أوساكا وكيوتو مراكز مليئة بالإنتاج التجاري والحرف اليدوية، في حين كانت ايدو مركز لتوريد المواد الغذائية والسلع الاستهلاكية الحضرية الأساسية.
وكانت الرز قاعدة الاقتصاد، وجمع الإقطاعيون «يسمون في اليابان داي-ميو» الضرائب من الفلاحين في شكل الأرز. وكانت الضرائب عالية، وحوالي 40٪ من المحصول.. واستخدم الإقطاعيون عقود لبيع الأرز التي لم تحصد بعد. وكانت هذه العقود المشابهة لطريقة تداول العقود الآجلة الحديثة.
خلال هذه الفترة، درس اليابانيون تدريجيا العلوم الغربية وتقنيات (وتسمى رانجاكو، حرفيا «دراسات الهولندية») من خلال المعلومات والكتب التي وردت عن طريق التجار الهولنديين في ميناء ديجيما. وتشمل المجالات الرئيسية التي تمت دراستها الجغرافيا والطب، والعلوم الطبيعية، والفلك، والفن، واللغات، والعلوم الفيزيائية مثل دراسة الظواهر الكهربائية، والعلوم الميكانيكية والتي تجسدت في تطوير الساعات اليابانية، أو الوادوكي، التي كانت مستوحاة من التقنيات الغربية.

## فترة مييجي
بعد عام 1854، عندما فتح توكوغاوا البلاد لأول مرة أمام التجارة والنفوذ الغربية (باكوماتسو)، ذهب اليابان خلال فترتين من التنمية الاقتصادية. عندما أطيح بحكومة التوكوغاوا الشوغونية وتأسست الحكومة ميجي، وبدأ التغريب الياباني تماما. وظهرت الإمبراطورية اليابانية، وجاءت بعدهااليابان بعد الحرب العالمية الثانية.
ظهرت الثورة الصناعية الأولى في اليابان في مجال المنسوجات، بما في ذلك القطن وخاصة الحرير، الذي كان مقره في ورش عمل المنزل في المناطق الريفية. خلال ال1890، هيمنت المنسوجات اليابانية الأسواق المحلية وتنافست بنجاح مع المنتجات البريطانية في الصين والهند، كذلك. شركات الشحن اليابانية تتنافست مع التجار الأوروبيين لتبيع هذه السلع في جميع أنحاء آسيا وحتى إلى أوروبا. كما هو الحال في الغرب، مصانع النسيج معظم عمالها من النساء، نصفهم تحت سن العشرين. تم إرسالها إلى هناك بواسطة آبائهم، وكانوا يرسلون أجورهم لآبائهم. تخطت اليابان إلى حد كبير مرحلة استخدام الطاقة المائية وانتقلت مباشرة إلى طاقة البخار مصانع تعمل بالطاقة البخارية، والتي كانت أكثر إنتاجا، والذي خلق طلب كبير في اليابان على الفحم.
كان واحدا من أكبر الآثار على الاقتصاد التي جلبت فترة ميجي نهاية النظام الإقطاعي. مع البنية الاجتماعية الجيدة نسبيا، أصبح اليابانيون قادرين على المضي قدما في رتب المجتمع بسهولة أكثر من ذي قبل. اليابانيون كانوا قادرين على القيام بذلك عن طريق ابتكار وبيع الاختراعات الخاصة بهم. والأهم من ذلك هو حقيقة أن الشعب الياباني أصبح الآن القدرة على أن يصبحوا أكثر تعليما. وازداد عدد سكان اليابان وأصبحوا أكثر تعليما، ونما القطاع الصناعي الياباني بشكل كبير. وقام اليابانيون بتنفيذ مثالية الغربي للرأسمالية في تطوير التكنولوجيا وتطبيقاتها في تطوير قواتها العسكرية وذلك ساعد في جعل اليابان إلى تمتلك كل من القوة العسكرية والاقتصادية مع بداية القرن ال20.
في فترة ميجي، افتتح القادة نظام تعليم غربي جديد لجميع الشباب، وأرسل آلاف الطلاب إلى الولايات المتحدة وأوروبا، وجب أكثر من 3000 من العلماء الغربيين لتدريس العلوم الحديثة والرياضيات والتكنولوجيا واللغات الأجنبية في اليابان (ويسمى في اليابان «أو-ياتو-جايكوكوجين» بالروماجي: O-yatoi gaikokujin). كما قامت الحكومة ببناء السكك الحديدية، وتحسين الطرق، وتدشن برنامج الإصلاح الزراعي لإعداد البلاد لمزيد من التطوير.
لتشجيع التصنيع، الحكومة قررت ان عليها دعم القطاع الخاص وانه أفضل قطاع يمكنه تطوير الاقتصاد. أهم دور للحكومة كان المساعدة في توفير الظروف الاقتصادية الجيدة التي تجعل الأعمال تزدهر. باختصار كانت الحكومة موجه والمشاريع هي المنتجات. في بداية فترة ميجي بنت الحكومة مصانع وسفن وبيع جزء من قيمتها لرجال الأعمال.العديد من هذه الشركات نمت بسرعة في التكتلات الكبيرة. وروجت الحكومة للشركات الخاصة وسنت العديد من القوانين المختصة بئلك.
وقد تم تطوير العمل المصرفي والاعتماد على التمويل المصرفي في محور التنمية الاقتصادية اليابانية على الأقل منذ عهد ميجي.

## القرن العشرين
Iفي منتصف 1930s، كانت معدلات الأجور الاسمية اليابانية عشر تلك الموجودة في الولايات المتحدة (على أساس أسعار صرف ثلاثينات القرن الماضي)، في حين تشير التقديرات إلى أن مستوى الأسعار في اليابان يصل إلى أن يكون حوالي 44٪ من مثيله في الولايات المتحدة.
المقارنة بين الناتج المحلي الإجمالي للفرد (بالدولار الأمريكي) بين الأمم في الشرق الآسيوي والولايات المتحدة في عام 1935:
| الدولة                        | الناتج المحلي الإجمالي / للفرد، في عام 1935 دولار (تقدير الاقتصادي الأمريكي الصيني) (ليو-تا-تشونغ) | -الناتج المحلي الإجمالي تعادل القدرة الشرائية/ الفرد، في عام 1990 دولار (الاقتصادي الياباني كيوجي فوكاو) | الناتج الإجمالي المحلي-تعادل القدرة الشرائية/للفرد، عام 1990 بالدولار (الاقتصادي البريطانيماديسون) |
| ----------------------------- | -------------------------------------------------------------------------------------------------- | --- | -------------------------------------------------------------------------------------------------- |
| الولايات المتحدة              | 540                                                                                                | 5,590 | 5,590                                                                                              |
| اليابان (بدون. تايوانو كوريا) | 64                                                                                                 | 1,745 | 2,154                                                                                              |
| تايوان                        | 42                                                                                                 | 1,266 | 1,212                                                                                              |
| كوريا                         | 24                                                                                                 | 662 | 1,225                                                                                              |
| الصين                         | 18                                                                                                 | 543 | 562                                                                                                |

### السياسية العسكرية
قبل الحرب العالمية الثانية، بنت اليابان إمبراطورية واسعة شملت تايوان وكوريا ومنشوريا، وأجزاء من شمال الصين.كان اليابانيون ينظرون إلى هذا المجال كضرورة سياسية واقتصادية، لمنع الدول الأجنبية من خنق اليابان من خلال منع الوصول إلى المواد الخام وغلق الممرات البحرية، ولان اليابان تمتلك عدد قليل جدا من الموارد الطبيعية والتعدين من تلقاء نفسها، وهي تستورد كبير كميات من الفحم من كوريا، مانشوكو، وبعض المناطق في الصين المحتلة .واعتبرت القوة العسكرية اليابانية على انه ضرورة للدفاع عن الإمبراطورية.
النمو السريع والتغير الهيكلي كان سبب تميز فترتين اليابان للتنمية الاقتصادية منذ عام 1868. وفي الفترة الأولى، نما الاقتصاد فقط باعتدال في البداية، واعتمد اعتمادا كبيرا على الزراعة التقليدية لتمويل البنية التحتية الصناعية الحديثة. عندما بدأت الحرب الروسية اليابانية في عام 1904، 65٪ من العمالة و 38٪ من الناتج المحلي الإجمالي (GDP) كان لا يزال يقوم على الزراعة لكن بسبب ذلك الحدث الصناعة الحديثة بدأت في التوسع بشكل كبير. خلال الحرب العالمية الأولى، استغلت اليابان غياب المنافسين الذين مزقتهم الحروب الأوروبية في السوق العالمية لدفع اقتصادها، وتوليد فائض تجاري للمرة الأولى منذ العزلة في فترة إيدو. وبحلول أواخر الغشرينيات من القرن الماضي، أصبحت الصناعة التحويلية والتعدين تساهم بنسبة 23٪ من الناتج المحلي الإجمالي، مقارنة مع 21٪ الزراعة. ووتطورت وسائل النقل والاتصالات لدعم التنمية الصناعية الثقيلة.
في الثلاثينيات، عانى الاقتصاد الياباني بسبب الكساد الكبير لكن بنسبة أقل من معظم الدول الصناعية، الناتج المحلي الإجمالي أصبح ينمو بمعدل سرعة في معدل 5٪ سنويا. وأصبح التصنيع والتعدين يشكل أكثر من 30٪ من الناتج المحلي الإجمالي، أي أكثر من ضعف القيمة للقطاع الزراعي. ولكن معظم النمو الصناعي كان موجها نحو توسيع القوة العسكرية للبلاد.
وابتداء من عام 1937 مع احتلال الأراضي كبيرة في الصين، وإلى حد كبير بعد عام 1941، عندما بدأ الغزو في جنوب شرق آسيا والمحيط الهادئ صنعت اليابان مايسمى بوكسيتمجال الازدهار المشترك لشرق آسيا الكبرى، سعت الحكومة اليابانية لشراء وتطوير الموارد الطبيعية الهامة في من أجل ضمان الاستقلال الاقتصادي. ومن بين الموارد الطبيعية التي استولت اليابان: الفحم في الصين، وقصب السكر في الفلبين، البترول من جزر الهند الشرقية الهولندية، وبورما، والقصدير والبوكسيت من جزر الهند الشرقية الهولندية والملايو. كما اخذت اليابان إنتاج الأرز من تايلاند وبورما وكوشينشينا التي تسمى حاليا بفيتنام.
خلال المراحل الأولى من التوسع في اليابان، توسع الاقتصاد الياباني بشكل كبير. ارتفع إنتاج الصلب من 6,442,000 طن إلى 8,838,000 طن خلال نفس الفترة الزمنية. في عام 1941 ملكت الصناعات الطائرات اليابانية القدرة على تصنيع 10,000 طائرة سنويا. جزء كبير من هذا التوسع الاقتصادي افاد وساهم في تطوير "الزايباتسو".
على مدار حرب المحيط الهادئ، عانت اقتصادات اليابان وأراضيه المحتلة كافة معاناة شديدة. واستشرى التضخم . وأجبرت الصناعات الثقيلة اليابانية، على تكريس ما يقرب من جميع إنتاجها لتلبية الاحتياجات العسكرية، وأصحبت غير قادر على تلبية المتطلبات التجارية اليابانية (التي كانت تعتمد سابقا على التجارة بسلعهم الصمنعة مع الدول الغربية). الصناعات المحلية كانت غير قادرة على إنتاج مستويات كافية لتجنب حدوث عجز شديد في الاقتصاد . وعلاوة على ذلك، والتجارة البحرية، التي تعتمد الإمبراطورية إلى حد كبير، تراجعت تراجعا حادا بسبب الأضرار التي لحقت الأسطول التجاري الياباني على مدار الحرب.
وبحلول نهاية الحرب، ما تبقى من الإمبراطورية اليابانية عانى من عجز حاد، والتضخم، وانخفاض قيمة العملة. وتدمرت خطوط النقل تقريبا، والإنتاج الصناعي في اليابان في المدن المحطمة توقف. الدمار الذي تسبب فيه الحرب سببت في نهاية المطاف دخول الاقتصاد الياباني في طريق مسدود.

## فترة ما بعد الحرب
قضت الحرب من العديد من المكاسب التي جمعتها اليابان منذ عام 1868. ودمرت حوالي 40٪ من المنشآت الصناعية في البلاد، والبنية التحتية، وعاد الإنتاج إلى مستويات في قبل خمسة عشر عاما. لقد صدم الشعب من الدمار وحوله إلى أفعال. وتم تجهيز مصانع جديدة مع أفضل الآلات الحديثة، وإعطاء اليابان ميزة تنافسية الأولية على ولايات المنتصر، الذي يمتلك الآن مصانع أقدم . كما بدأت الفترة الثانية للتنمية الاقتصادية في اليابان، انضم الملايين من الجنود السابقين إلى قوى العمل جيدا المنظمة والتي تقلت تعليما عاليا لإعادة بناء اليابان. فقدت اليابان مستعمراتها نتيجة الحرب العالمية الثانية، ولكن منذ ذلك الحين اليابانية قد مدت نفوذها الاقتصادي في جميع أنحاء آسيا وما وراءها.

### فترة الاحتلال
أدى احتلال الولايات المتحدة من اليابان (1945-1952) في إعادة بناء الوطن وإقامة دولة ديمقراطية. وبلغ مجموع المساعدات الأميركية نحو 1.9 مليار $ خلال فترة الاحتلال، ما يساوي حوالي 15٪ من واردات البلاد و 4٪ من الناتج القومي الإجمالي في تلك الفترة. وكان نحو 59٪ من هذه المساعدات في شكل مواد غذائية مايساوي 1.12 مليار $، و 15٪ في المواد الصناعية 285 مليون $، و 12٪ في معدات النقل. 228 مليون $ ، قلت بسرعة المساعدات الأمريكية في منتصف 1950s. في عام 1953 أصبحت المشتريات العسكرية الأمريكية من اليابان بلغت ذروتها في مستوى يعادل 7٪ من الناتج المحلي الإجمالي الياباني وانخفض إلى أقل من 1٪ بعد عام 1960. وهناك مجموعة من التدابير التي ترعاها الولايات المتحدة خلال فترة الاحتلال، مثل الإصلاح الزراعي. وأخيرا، استفاد الاقتصاد من التجارة الخارجية لأنها كانت قادرة على توسيع الصادرات بسرعة كافية لدفع ثمن واردات المعدات والتكنولوجيا من دون الوقوع في الديون، كما حدث لعدد من الدول النامية في 1980s.

### إعادة البناء
وخصصت السنوات الأولى بعد الحرب لإعادة بناء القدرات الصناعية المفقودة: تم إجراء استثمارات كبيرة في الطاقة الكهربائية والفحم والصلب، والمواد الكيميائية. وبحلول منتصف 1950s، قابل الإنتاج مستويات ما قبل الحرب. وتخلصت اليابانية من مطالب الحكومة التي كان يهيمن عليها الجيش، والاقتصاد لم يسترد زخمه المفقود فقط ولكن أيضا تجاوز معدلات النمو في فترات سابقة. بين عامي 1953 و 1965، الناتج المحلي الإجمالي نما بنسبة أكثر من 9٪ سنويا، والصناعة التحويلية والتعدين بنسبة 13٪، والبناء بنسبة 11٪، والبنية التحتية بنسبة 12٪. في عام 1965 استخدمت هذه القطاعات أكثر من 41٪ من القوى العاملة، في حين لم يبق سوى 26٪ في الزراعة.
ساهم نظامالتعليم في اليابان ما بعد الحرب العالي بقوة لعملية التحديث. إن معايير أعلى معدل معرفة القراءة والكتابة والتعليم العالي في العالم من الأسباب الرئيسية لنجاح اليابان في تحقيق اقتصاد متطور من الناحية التكنولوجية. كما شجعت المدارس اليابانية الانضباط وأخلاق العمل لدى الطلاب، وهي فائدة أخرى في تشكيل قوة عمل فعالة.
في منتصف الستينيات استهل في نوع جديد من التنمية الصناعية وفتح الاقتصاد نفسه للمنافسة الدولية في بعض الصناعات، وطورت صناعاتها الثقيلة والكيماوية في حين المنسوجات والمصنعين الخفيفة حافظت على ربحيتها دوليا، فرضت المنتجات الأخرى، مثل السيارات، والإلكترونيات، والسفن، والآلات أهمية جديدة وأكبر في الصناعة . بسبب ذلكنمت القيمة المضافة للصناعة والتعدين بمعدل 17٪ سنويا بين عامي 1965 و 1970 . معدل النمو إعتدل إلى 8% وكان تقريبا متساوي بين قطاع الصناعات وقطاع الخدمات بين ال1970 و 1973 مثل تجارة التجزئة والتمويل والعقارات، تقنية المعلومات، والصناعات الخدمية الأخرى التي بسطت عملياتها .

### أزمة النفط
واجهت اليابان تحديا اقتصاديا حادا في منتصف 1970s. هزت أزمة النفط عام 1973 الاقتصاد الذي كان تعتمد على النفط المستورد. وشهدت اليابان أول تراجع بعد الحرب العالمية الثانية في الإنتاج الصناعي، جنبا إلى جنب مع تضخم حاد في الأسعار. الانتعاش التي أعقب أزمة النفط الأولى إحيا التفاؤل لدى معظم كبار رجال الأعمال، ولكن الحفاظ على النمو الصناعي في مواجهة ارتفاع تكاليف الطاقة المطلوبة سبب تحولات في الهيكل الصناعي.
الظروف المتغيرة في السعر جعلت اليابان تفضل الحفاظ على المصادر البديلة للطاقة الصناعية. على الرغم من أن تكاليف الاستثمار في الطاقة البديلة مرتفعة، العديد من الصناعات كثيفة الاستهلاك للطاقة خفضت بنجاح اعتمادها على النفط في أواخر 1970s و 1980s وعززت إنتاجيتهم. أدى التقدم في الدارات الدقيقة وأشباه الموصلات في أواخر 1970s و 1980s للصناعات جديدة للنمو في مجال الإلكترونيات الاستهلاكية وأجهزة الكمبيوتر، وزيادة الإنتاجية في صناعات ذكرت سلفا. وكانت النتيجة الصافية لهذه التعديلات إلى زيادة كفاءة استخدام الطاقة في الصناعة التحويلية وتوسيع الصناعات كثيفة المعرفة. الصناعات الخدمية توسعت في اقتصاد ما بعد المرحلة على نحو متزايد.
حدث تغييرات في هيكلة الاقتصاد التي سبب نضوجا في الاقتصاد في 1970s و 1980s، وحقق معدلات نمو سنوية 6%-4% .ولكن هذه المعدلات كانت رائعة في عالم كانت تكلفة النفط فيه عالية وفي بلد يمتلك موارد طبيعية قليلة، متوسط نمو الاقتصاد الياباني 5% في أواخر الثمانينيات كان أعلى من معدل النمو في الولايات المتحدة .وعلى الرغم من المزيد من الزيادات في أسعار النفط في عام 1979، كانت قوة الاقتصاد الياباني واضحة .وسعت دون ارتفاع معدل التضخم التي تضرر منها الدول الصناعية الأخرى (والتي قد ازعجت اليابان نفسها خلال الأزمة النفطية الأولى في عام 1973). شهدت اليابان تباطؤ في معدل النمو في منصف الثمانينات لكن إزدهارها الإقتصادي في أواخر الثمانينات احيا العديد من القطاعات الصناعية المتعثرة .

## اقرأ أيضاً
- الزراعة في الإمبراطورية اليابانية
- المعجزة الاقتصادية اليابانية بعد الحرب
- الإنتاج الصناعي في شووا باليابان
- اقتصاد اليابان
- تاريخ اليابان
- اقتصاد الفقاعة